# Hadley–Apennine

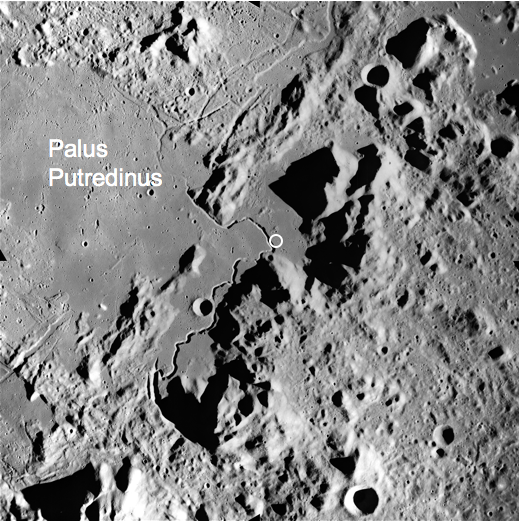
Imagem orbital de Hadley–Apennine; o local de alunissagem da Apollo 15 está marcado com um círculo.

Hadley–Apennine é uma região no lado visível da Lua que serviu em julho de 1971 como local de alunissagem para a Apollo 15, o quarto pouso tripulado bem sucedido na Lua, parte do Programa Apollo da NASA. A área está localizada na extremidade ocidental do Mare Imbrium em uma planície de lava conhecida como Palus Putredinis. Hadley–Apennine faz fronteira com os Montes Apenninus, uma cadeia de montanhas ao leste; e com a Rima Hadley, um canal que corre no oeste.
Dados obtidos através de amostras trazidas para a Terra mostram que o solo dos Montes Apenninus é dominado por brecha de vidro marrom, enquanto que na área mais próxima do mare há uma grande presença de basalto. Estes basaltos variam muito em sua textura, porém suas idades são aproximadamente as mesmas. A maioria dos materiais obtidos dos Montes Apenninus são feitos de KREEP (potássio, elementos de terra-rara e fósforo), anortosito, norito recristalizado e brecha recristalizada.

## Local
Hadley–Apennine está localizado ao oeste dos Montes Apenninus e ao leste da Rima Hadley, na extremidade ocidental do Mare Imbrium em uma planície de lava conhecida como Palus Putredinis. As montanhas formam uma escarpa de 4,6 quilômetros que eleva-se acima da planície mais alto do que os Himalaias sobre as planícies da Índia e Nepal na Terra. A Rima Hadley é um canal próximo nomeada devido ao Mons Hadley, tendo provavelmente sido formada por processos vulcânicos do início da vida da Lua.

## Geografia e geologia

### Fronte Apennine

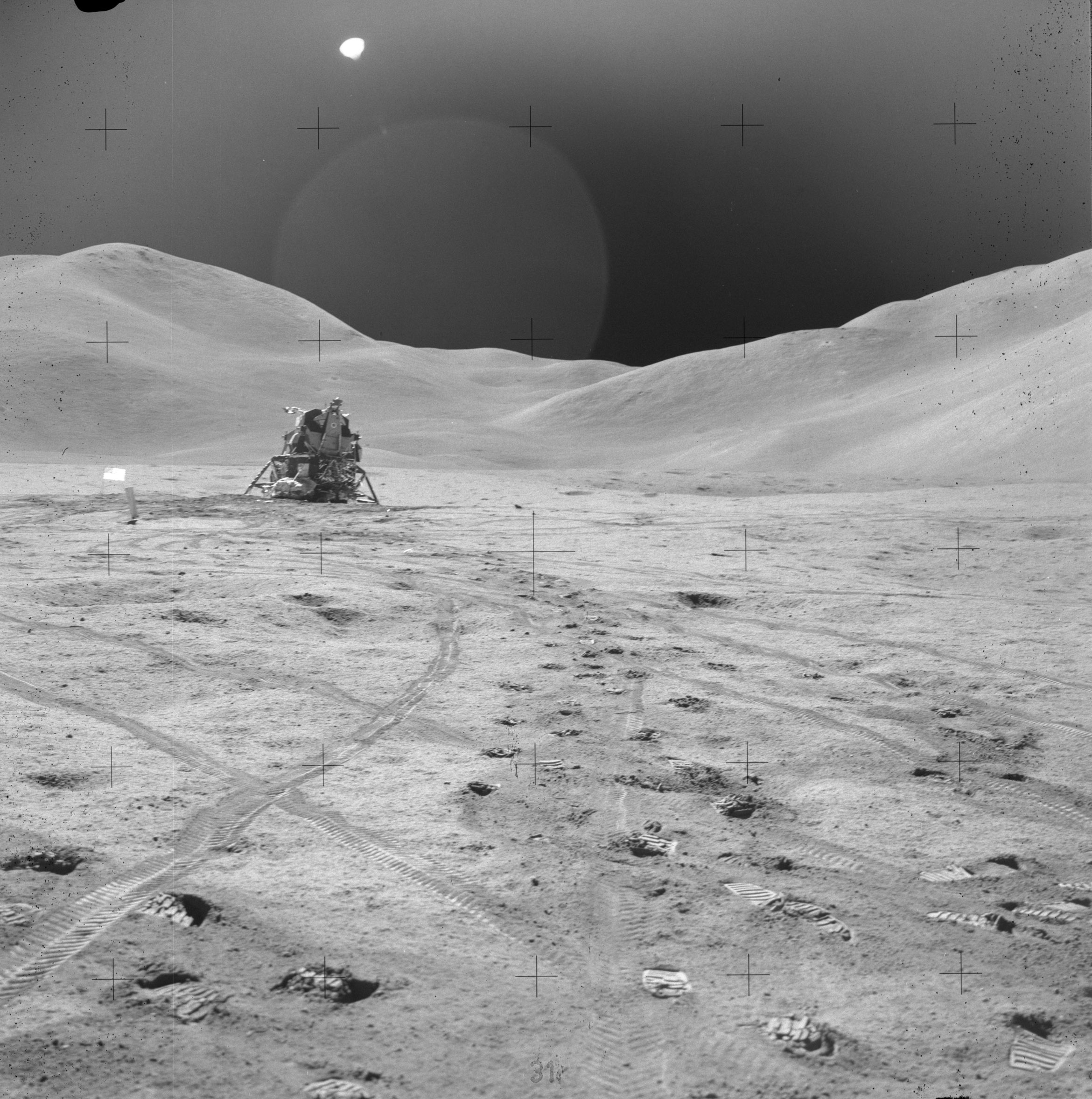
O módulo lunar Falcon com a Cordilheira Swann dos Montes Apenninus.

A principal hipótese sobre a formação dos Montes Apenninus é de que são montanhas de blocos deslocadas para cima e segmentadas pelo impacto que formou o Mare Imbrium. Acredita-se que a escarpa frontal do Mons Hadley Delta seja um segmento exposto do impacto pré-Imbrium da crosta lunar. Isto fez com que a montanha fosse um dos principais objetivos da Apollo 15, já que permitiria que os astronautas coletassem amostras da crosta lunar que datasse possivelmente da época anterior da formação do mare.
A área dos Montes Apenninus entre Mons Hadley e o Esporão de Prata (uma montanha ao sudoeste de Mons Hadley Delta) não possuía uma designação oficial em mapas ou na literatura, porém foi chamada informalmente de Cordilheira Swann pelos astronautas David Scott e James Irwin em homenagem a Gordon Swann, o líder da equipe de geologia da missão. Uma montanha da cordilheira foi chamada por Scott e Irwin de Montanha Grande Rocha, homenagem a Rocco Petrone, o diretor do Programa Apollo.
A espessa camada de regolito nas encostas inferiores das montanhas e a fina camada de detritos nas encostas superiores são sugeridas pela relativa falta de grandes pedregulhos nos flancos inferiores das montanhas. Se descobriu depois da Apollo 15 que existem padrões paralelos e lineares nas faces das montanhas da área. Eles aparentemente são ocorrências de fraturas ou estratos que apareceram por meio do regolito, porém foi difícil determinar isso devido às condições de luz durante a missão. Uma faixa negra em Mons Hadley, que acredita-se que foi deixada por lava, foi observada por Scott e Irwin.
A maioria das amostras geológicas do Fronte Apennine coletadas durante a Apollo 15 são formadas principalmente por materiais KREEP (potássio, elementos de terra-rara e fósforo). Em menor quantidade também foram encontrados anortosito, norito recristalizado e brecha recristalizada.

### Rima Hadley

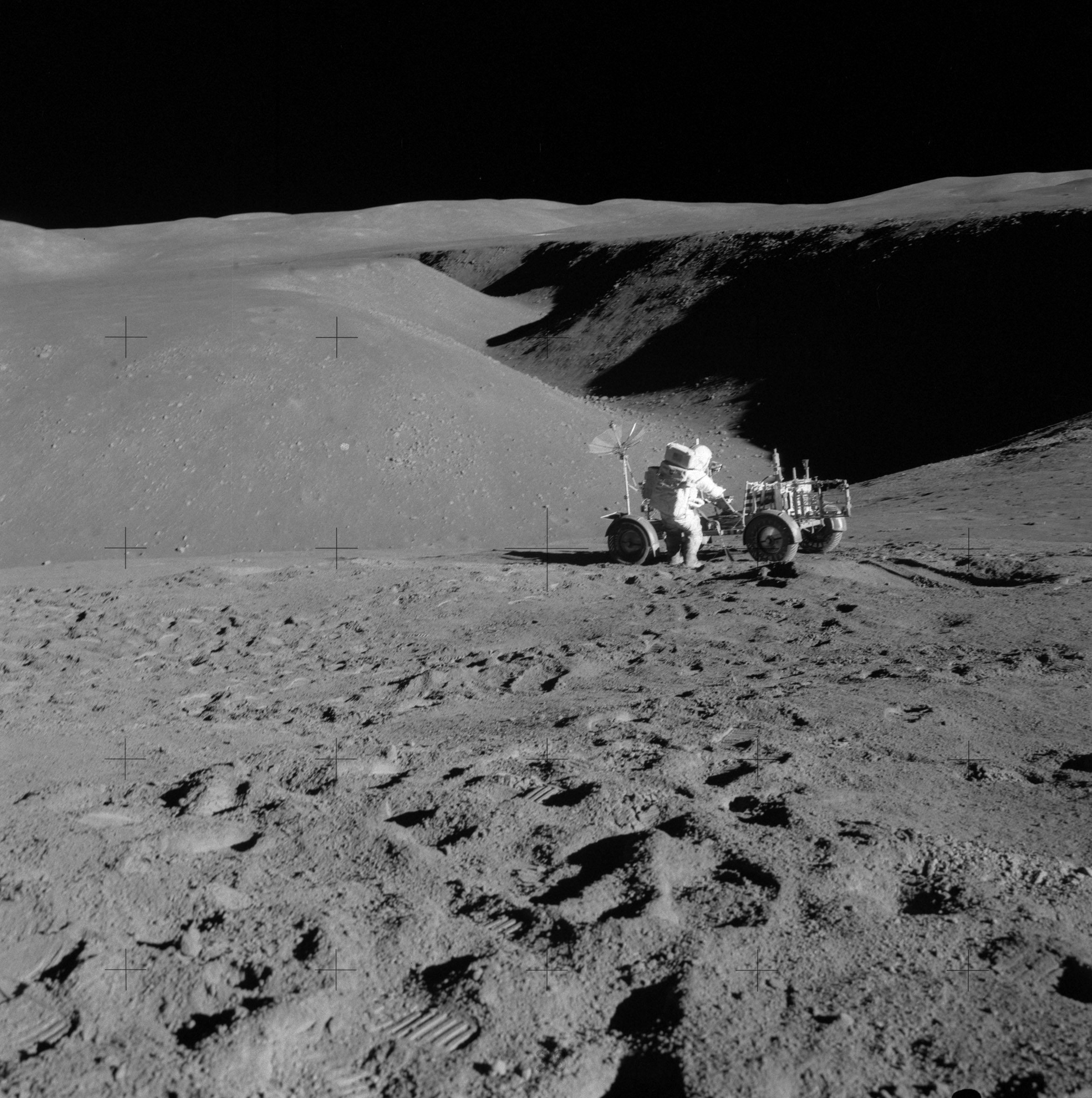
Scott trabalhando no Veículo Explorador Lunar com a Rima Hadley ao fundo.

A Rima Hadley é um canal sinuoso que começa nos pequenos domos da alongada cratera Béla ao sul e corre para o norte ao longo das montanhas dos Montes Apenninus. Algumas pesquisas sugerem que tanto a rima quanto a cratera Béla tenham originalmente sido respiradouros vulcânicos criados por fluxos de lava. Outra hipótese sugere que a rima originalmente era um tubo de lava subterrâneo cujo teto ruiu, criando assim a aparência atual do canal. Vários pedregulhos enormes estão espalhados pelo fundo da rima. A cratera Béla pode ter se formado pelo colapso de uma câmara magmática rasa. Observações visuais sugerem que isto pode ser o mesmo caso em outras rimas lunares com características semelhantes em suas origens.
A Rima Hadley tem uma profundidade que costuma variar entre 180 e 270 metros, porém chega a 370 metros na área próxima ao local de pouso da Apollo 15. O canal tem um comprimento total de 130 quilômetros. As margens da rima na área da Apollo 15 possuem um declive em um ângulo de aproximadamente 25 graus. Vários cientistas acreditavam que o canal e outros similares na Lua poderiam ter sido criados por fluxos de água, porém esta hipótese desde então mudou, principalmente por causa das amostras geológicas recuperadas no Programa Apollo, e hoje é atribuída a processos vulcânicos e magmáticos.
A Rima Hadley é uma das rimas mais bem definidas e sinuosas da Lua. Afloramentos de rocha observadas em ambas as margens da rima foram fotografadas e, no caso daquelas localizadas na margem próxima, também coletadas. Estratos geológicos nesses afloramentos são evidentes nas fotografias tiradas por Scott e Irwin. Algumas das estratificações observadas possuem espessuras de ate sessenta metros, aparentemente variando em albedo e textura. Acredita-se que pedregulhos perto do fundo da rima são blocos que quebraram dos afloramentos acima.

### Norte e Sul
O Aglomerado Sul é um aglomerado de crateras ao sul do local de alunissagem da Apollo 15 e próximo de Mons Hadley Delta. Acredita-se que ele se formou como resultado de um impacto secundário ou pelo impacto de ejecta/estilhaços de um impacto maior em outro local da Lua, provavelmente a cratera Autolycus, que fica aproximadamente 160 quilômetros ao noroeste do aglomerado. Isto possibilitou que os astronautas da Apollo 15 coletassem materiais de outras partes da Lua sem a necessidade de atravessarem grandes distâncias. A área também permitiu que Scott e Irwin coletassem materiais que originalmente estavam nas profundezas da Lua.
O Complexo Norte é uma coleção de formas que acredita-se que foi formado por atividades vulcânicas. Os astronautas da Apollo 15 estavam programados para visitarem a área, porém não conseguiram devido a restrições de tempo e outras tarefas que demoraram mais do que o esperado, como a obtenção de amostras primordiais.

## Apollo 15

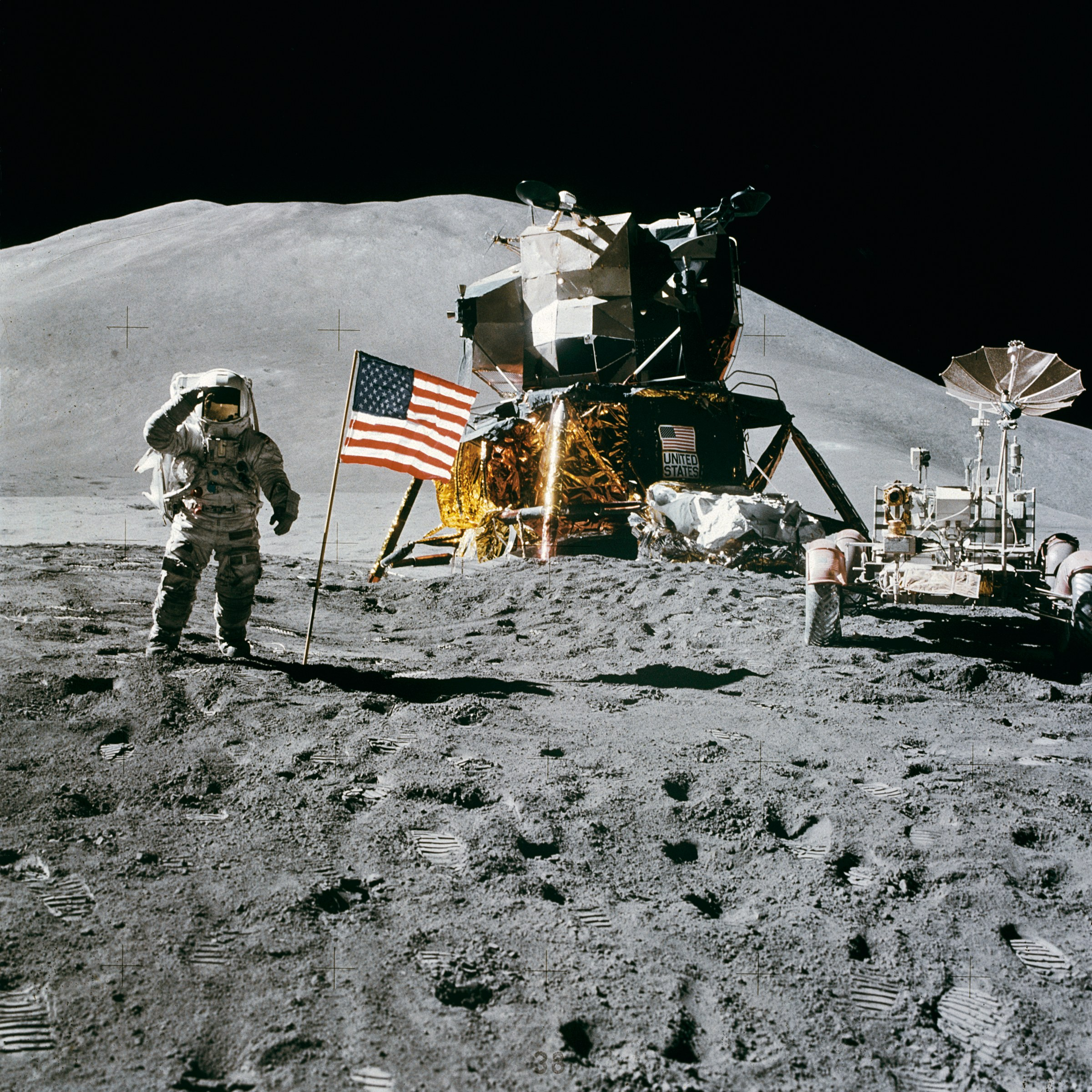
Irwin batendo continência para a bandeira dos Estados Unidos; próximos estão o módulo lunar Falcon e o Veículo Explorador Lunar.

A Apollo 15 foi a primeira "missão J" do Programa Apollo, concebidas com uma capacidade científica muito maior e auxiliadas pela utilização do Veículo Explorador Lunar. O módulo lunar Falcon alunissou em 30 de julho de 1971 na região de Hadley–Apennine ao oeste do Fronte Apennine, situado entre Mons Hadley e Mons Hadley Delta ao nordeste e sul, respectivamente. O local foi selecionado com os objetivos de explorar o Fronte Apennine, Rima Hadley e outras formações geológicas na área próxima.
A missão foi a primeira em que os locais de alunissagem não ficaram restringidos às áreas equatoriais lunares. O local de Hadley–Apennine foi escolhido com os objetivos específicos de recolher materiais oriundos de locais mais profundos da Lua, mais do que aqueles recolhidos da formação Fra Mauro durante a Apollo 14, e investigar a Rima Hadley sobre sua possível formação por atividade vulcânica. O local era de interesse para os planejadores da missão desde os primórdios do Programa Apollo. Ele era o local planejado de pouso da Apollo 19, que originalmente seria a quarta e penúltima missão J da parte inicial de exploração do programa, porém a alunissagem seria mais ao sul e oeste da Rima Hadley do que acabou ocorrendo na Apollo 15 – perto da cratera Carlos na região meridional terminal da rima.
Uma área conhecida como Colinas Marius também foi considerada para a Apollo 15, porém os planejadores da missão determinaram que o local de alunissagem em Hadley–Apennine, na extremidade do Mare Imbrium, seria mais frutífero cientificamente que nas Colinas Marius. Além disso, a colocação de um sismógrafo em Hadley–Apennine criaria uma configuração mais otimizada para estudos sísmicos, dado as localizações dos outros pacotes sísmicos deixados pelas missões anteriores.